# A città 'e Pulecenella - Tangentopoli
A città 'e Pulecenella e Tangentopoli sono 2 album-raccolta pubblicati in un doppio cd inciso nel 2005 da Mario Merola.

## Tracce
A città 'e Pulecenella
1. Quatt'anne ammore...
2. Auguri vita mia
3. Abbracciate a mammà
4. Concetta
5. Ricuordate 'e me
6. Magnataville
7. Vurria
8. È ancora Napoli
9. L'ammore c'o sturzillo
10. 'A città 'e Pulecenella

Tangentopoli
1. Cient'anne
2. E me sto zitto
3. Voce 'e 'nu scugnizzo
4. Rumba napoletana
5. Ll'urdemo tradimento
6. 'O core 'e Napule
7. Si bella comme si
8. Personaggio
9. Nuttata napulitana
10. 'A mugliera
11. Parlanne 'e Napule
12. Serenatella 'e Napule
13. Dimane è festa
14. Tangentopoli